# Melamed

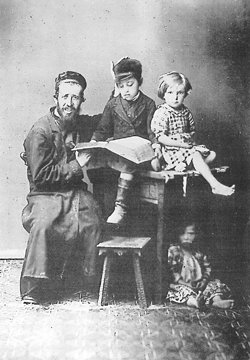
Ein jüdischer Vater lehrt sein Kind (Podolien)

Melamed (hebräisch מְלַמֵּד Məlammed), pl. Məlamm[ə]dīm, sind „Lehrer“, „Lehrende“ im Judentum, die Kinder in Tora und Talmud unterweisen.
Im Sinne des Deuteronomiums gilt es als Pflicht einer Gemeinde, den Kindern die Grundlagen der jüdischen Tradition vertraut zu machen. Diese Praxis wird bereits im Talmud erwähnt, wonach Kinderlehrer einzusetzen sind, um dem Analphabetismus nicht nur zu begegnen, sondern sehr gering zu halten. Traditionellerweise wurde der Unterricht eines Melamed in einem Cheder durchgeführt, wo in der Regel ausschließlich Tora und Talmud unterrichtet wurden.
Insbesondere genossen die Melamdim aus Polen bis 1648 hohes Ansehen. Ab dieser Zeit wanderten sie aus ihrer Heimat aus, um Arbeit zu suchen, was ihrem Status abträglich war.
Ein literarisches Beispiel für einen Melamed ist Mendel Singer, die Hauptfigur des Romans Hiob von Joseph Roth.